# Acanthostichus sanchezorum
Acanthostichus sanchezorum é uma espécie de inseto do gênero Acanthostichus, pertencente à família Formicidae.